# Lennart Sylvén
Ebbe Lennart Sylvén, född 14 augusti 1944 i Mölndals församling i Göteborgs och Bohus län, är en svensk militär.

## Biografi
Sylvén avlade sjöofficersexamen vid Kungliga Sjökrigsskolan 1969 och utnämndes till fänrik i flottan samma år, varefter han befordrades till löjtnant 1971, kapten 1972 och örlogskapten 1980. Han studerade Stabskursen vid Militärhögskolan 1980–1982 och var detaljchef vid Marinstaben 1983–1985. År 1985 befordrades han till kommendörkapten, varefter han var stabsofficer i Kustflottan 1985–1988 och tjänstgjorde vid Materielenheten på Försvarsdepartementet 1988–1992. Han befordrades 1992 till kommendör och var departementsråd vid Försvarsdepartementet 1992–1999, varefter han stod till förfogande vid Marincentrum i Hårsfjärden 1999–2000. Han var chef för Örlogsskolorna 2000–2002 och chef för RO i Grundorganisationsledningen vid Personalstaben i Högkvarteret 2002–2004.
Lennart Sylvén invaldes 1989 som ledamot av Kungliga Örlogsmannasällskapet och utträdde 1999.